# Onthophagus desaegeri
Onthophagus desaegeri là một loài bọ cánh cứng trong họ Bọ hung (Scarabaeidae).